# Hyloxalus shuar
Hyloxalus shuar är en groddjursart som först beskrevs av William Edward Duellman och Simmons 1988.  Hyloxalus shuar ingår i släktet Hyloxalus och familjen pilgiftsgrodor. IUCN kategoriserar arten globalt som nära hotad. Inga underarter finns listade i Catalogue of Life.